# Lallemandana eugeniae
Lallemandana eugeniae är en insektsart som först beskrevs av Carl Stål 1866.  Lallemandana eugeniae ingår i släktet Lallemandana och familjen spottstritar. Inga underarter finns listade i Catalogue of Life.